# Rotundabaloghia gigantea
Rotundabaloghia gigantea – gatunek roztocza z kohorty żukowców i rodziny Rotundabaloghiidae.
Gatunek ten został opisany w 2009 roku przez Jenő Kontschána.
Roztocz ten osiąga 370–380 μm długości idiosomy. Cechuje się tarczką brzuszną pozbawioną ornamentacji. Szczeciny sternalne drugiej i trzeciej pary szerokie i długie. Szczeciny wentralne na tarczce brzusznej pary drugiej, szóstej, siódmej i ósmej oraz szczeciny adanalne są długie. Krawędzie tych siódmej i ósmej pary owłosione. Dziewiąta para szczecin wentralnych nie występuje.
Gatunek znany z Brazylii.